# Glammsee (Witzin)
Der Glammsee liegt im Norden der Sternberger Seenlandschaft im Landkreis Ludwigslust-Parchim, Mecklenburg-Vorpommern auf dem Gemeindegebiet Witzin. Er befindet sich etwa 2 Kilometer östlich des gleichnamigen Ortes. Das wenig gegliederte Gewässer hat eine maximale Länge von etwa 480 Metern und eine maximale Breite von 200 Metern. Nur das Südostufer ist bewaldet. Im Süden grenzt der See an das Gemeindegebiet von Mustin. Die Uferhänge sind bis auf das Südufer sehr steil. Im Süden geht der See in das Glammbruch über. Hier befindet sich auch der Abfluss.

## Nachweise
1. ↑  Karten und Luftbilder des Geoportals MV